# Porträtt av konstnären som valp
Porträtt av konstnären som valp (A Portrait of the Artist as a Young Dog), utgiven 1940, är en starkt självbiografisk novellsamling av den walesiska författaren Dylan Thomas.
Boken handlar om en pojkes uppväxt i Wales och är i stort självbiografisk. Bilder av otroligt vackra landskap målas skickligt upp i läsarens huvud och över dessa springer sedan huvudpersonen med vänner och flickor om och om igen ju äldre han blir. Scenerna utspelar sig som sagt i Wales, något som hela tiden upprepas och noga markeras. Stora händelser och tidsrymder beskrivs på kortaste möjliga tid.
Inspiration till titeln hämtades från James Joyces självbiografi Porträtt av konstnären som ung.